# Olympische Sommerspiele 2012/Trampolinturnen – Männer
Das Trampolinturnen der Männer bei den Olympischen Spielen 2012 in London wurde am 3. August 2012 in der North Greenwich Arena ausgetragen. Es traten 16 Athleten an.
Der Wettbewerb bestand aus einer Qualifikationsrunde und dem Finale. Jeder Turner absolvierte zwei Übungen, eine Pflicht und eine Kür, deren Wertungen zur Gesamtpunktzahl addiert wurden. Die acht besten Turner der Qualifikation traten am gleichen Tag im Finale an. Hier wurde eine Übung geturnt, die nach Schwierigkeit, Ausführung und Flugphase bewertet wurde.

## Qualifikation
| Platz | Turner              | Nation             | Pflicht | Kür    | Strafpunkte | Gesamt  |
| ----- | ------------------- | ------------------ | ------- | ------ | ----------- | ------- |
| 1     | Dong Dong           | China              | 51,160  | 61,735 |             | 112,895 |
| 2     | Dmitri Uschakow     | Russland           | 50,705  | 61,900 |             | 112,605 |
| 3     | Lu Chunlong         | China              | 51,064  | 61,235 |             | 112,299 |
| 4     | Masaki Itō          | Japan              | 49,990  | 59,820 |             | 109,810 |
| 5     | Yasuhiro Ueyama     | Japan              | 49,554  | 60,255 |             | 109,809 |
| 6     | Jason Burnett       | Kanada             | 49,670  | 59,395 |             | 109,065 |
| 7     | Grégoire Pennes     | Frankreich         | 49,770  | 57,769 |             | 107,539 |
| 8     | Nikita Fedorenko    | Russland           | 49,865  | 57,205 |             | 107,070 |
| 9     | Henrik Stehlik      | Deutschland        | 48,435  | 57,630 |             | 106,065 |
| 10    | Peter Jensen        | Dänemark           | 48,915  | 55,780 |             | 104,695 |
| 11    | Flavio Cannone      | Italien            | 47,450  | 56,720 |             | 104,170 |
| 12    | Wjatschaslau Modsel | Belarus            | 47,700  | 56,180 |             | 103,880 |
| 13    | Blake Gaudry        | Australien         | 49,260  | 34,995 |             | 84,255  |
| 14    | Jurij Nikitin       | Ukraine            | 48,935  | 30,165 |             | 79,070  |
| 15    | Diogo Ganchinho     | Portugal           | 48,800  | 12,640 |             | 61,440  |
| 16    | Steven Gluckstein   | Vereinigte Staaten | 48,855  | 12,165 |             | 61,020  |

## Finale
| Platz | Turner           | Nation     | Schwierigkeit | Ausführung | Flugphase | Strafpunkte | Gesamt |
| ----- | ---------------- | ---------- | ------------- | ---------- | --------- | ----------- | ------ |
| 1     | Dong Dong        | China      | 17,800        | 27,100     | 18,090    |             | 62,990 |
| 2     | Dmitri Uschakow  | Russland   | 17,100        | 26,524     | 18,145    |             | 61,769 |
| 3     | Lu Chunlong      | China      | 17,100        | 25,849     | 18,370    |             | 61,319 |
| 4     | Masaki Itō       | Japan      | 16,600        | 26,300     | 17,995    |             | 60,895 |
| 5     | Yasuhiro Ueyama  | Japan      | 16,600        | 25,875     | 17,765    |             | 60,240 |
| 6     | Nikita Fedorenko | Russland   | 17,300        | 23,900     | 17,905    |             | 59,105 |
| 7     | Grégoire Pennes  | Frankreich | 17,100        | 24,500     | 17,205    |             | 58,805 |
| 8     | Jason Burnett    | Kanada     | 2,200         | 2,600      | 1,915     |             | 6,715  |

Jason Burnett, Silbermedaillengewinner von Peking, musste seine Finalübung nach dem zweiten Sprung abbrechen, als er dem Rand des Trampolins zu nahekam.